# 朱葆诚
朱葆诚（1889年—1913年7月27日），男，字一之，江苏昆山玉山镇人。中国清朝至中华民国时期军事将领。

## 生平
1909年，朱葆诚毕业于保定陆军速成学堂，此后被派往苏州新军第九镇二十三混成协四十五标任排长，不久便升任马队队官。1911年10月，朱葆诚升任教练官，时值武昌起义爆发，朱葆诚曾企图策动驻江苏省城苏州的四十五、四十六标起义。11月5日江苏独立后，原江苏巡抚程德全任江苏都督，朱葆诚任一等参谋。此后朱葆诚参与了进攻盘踞南京的張勳部的战斗。1911年底作为江浙联军先锋队长参加顾忠琛与廖宇春等人秘密展开的议和。1912年南京临时政府成立后，朱葆诚奉代理江苏都督庄蕴宽的命令，担任江苏先锋团团长驻守苏州虎丘，得授金质奖章。1912年4月，朱葆诚率先锋营进入苏州城内制止了第四十六标的哗变。1912年5月，程德全复任江苏都督。朱葆诚接受上海同盟会密令，图谋铲除程德全，事情败露，6月1日朱葆诚被捕。1913年7月12日，朱葆诚在二次革命爆发后被黄兴电令释放，此后赴南京，旋即奉江苏讨袁军总司令黄兴的命令由南京运送弹药往上海，7月27日在苏州被逮，即于当天枪毙。1928年，奉江苏省政府令，朱葆诚入祀忠烈祠。